# 隆胸盲蝽属
隆胸盲蝽属（學名：Bertsa）是盲蝽科盲蝽族之下的一個屬。

## 型態特徵
長圓形、觸角有四節；本物種的一大特色，是其背上的一道白色斑紋:482。

## 分佈
本屬物種分佈於日本:472、南韓:469、中國大陸:469的東部、東南部及西南部，還有香港。

## 物種
以下為部分本屬物種：
- 小隆胸盲蝽 Bertsa lankana (Kirby, 1891)：見於南韓的忠清南道及濟州特別自治道[6]:469、中國大陸[1]南部[6]:469和台灣[7][8]、印尼到斯里蘭卡一帶[6]:472。
- 大隆胸盲蝽 Bertsa major Zheng, 2004[1]

## 外部連結
- Nomenclator Zoologicus （页面存档备份，存于）